# Artikel 299 (türkisches Strafgesetzbuch)
In Artikel 299 des türkischen Strafgesetzbuchs (tStGB) ist die Beleidigung (hakaret) des Präsidenten der Republik Türkei gesondert unter Strafe gestellt. Dem Staatsoberhaupt wird ein gegenüber Art. 125 tStGB im Strafrahmen verschärfter Ehrenschutz gewährt. Absatz 2 sieht eine Straferhöhung bei Beleidigungen mit Öffentlichkeitsbezug vor. Zur Strafverfolgung bedarf es der Ermächtigung des Justizministers (Absatz 3). 

## Wortlaut
Der Artikel, zuletzt geändert am 8. Juli 2005, gehört zum dritten Abschnitt des Strafgesetzbuches, der auch die Verunglimpfung staatlicher Hoheitszeichen (Artikel 300) regelt, und den bekannteren Artikel 301 enthält, der „die Herabsetzung der türkischen Nation, des Staates der Republik Türkei, der staatlichen Institutionen und Organe“ behandelt. Im Unterschied zu Art. 301 hängen bei Art. 299 nicht bereits (staatsanwaltschaftliche) Ermittlungen, sondern erst die (gerichtliche) Strafverfolgung von einer Ermächtigung des Justizministers ab. Der Wortlaut des Art. 299 ist wie folgt:
Cumhurbaşkanına hakaret

Madde 299

(1) Cumhurbaşkanına hakaret eden kişi, bir yıldan dört yıla kadar hapis cezası ile cezalandırılır.

(2) Suçun alenen işlenmesi hâlinde, verilecek ceza altıda biri oranında artırılır.

(3) Bu suçtan dolayı kovuşturma yapılması, Adalet Bakanının iznine bağlıdır.
Beleidigung des Präsidenten der Republik

Art. 299

(1) Wer den Präsidenten der Republik beleidigt, wird mit einem Jahr bis zu vier Jahren Gefängnis bestraft.

(2) Wird die Tat öffentlich begangen, so wird die Strafe um ein Sechstel erhöht.

(3) Die Verfolgung dieser Straftat hängt von einer Ermächtigung des Justizministers ab.

## Geschichte
Vor Inkrafttreten des vollständig neuen Strafgesetzbuches unter der Regierung Erdoğan regelte Artikel 158 des alten Strafgesetzbuchs von 1926 die Beleidigung des Präsidenten. Die ursprüngliche Fassung sah Zuchthaus von mindestens drei Jahren für Personen vor, die den Staatspräsidenten in dessen Gegenwart oder durch Publikationen beleidigten. Die mündliche Beleidigung in Abwesenheit wurde mit Haftstrafen von einem Jahr bis drei Jahren bestraft. Am 25. Juli 1931 wurde das Gesetz ergänzt. Es gab später weitere Änderungen an der Formulierung. Mit dem Stand von 2001 gehörte der Artikel zum ersten Kapitel des zweiten Buches „Verbrechen gegen die Persönlichkeit des Staates“ und dort zum zweiten Abschnitt „Verbrechen gegen die Staatsgewalt“. Dieser Artikel hatte folgenden Wortlaut:
Madde 158

Reisicumhura muvacehesinde hakaret ve sövme fiillerini işleyenler üç seneden aşağı olmamak 

üzere ağır hapis cezası ile cezalandırılır. 

Hakaret ve sövme Reisicumhurun gıyabında vâkı olmuş ise, faili, bir seneden üç seneye kadar 

hapis olunur. Reisicumhurun ismi sarahaten zikredilmeyerek ima veya telmih suretiyle 

vaki olsa bile mahiyeti itibariyle Reisicumhura matufiyetinde tereddüt edilmiyecek derecede 

karineler varsa tecavüz sarahaten vukubulmuş addolunur.

Suçun, neşir vasıtalarından biri ile işlenmesi halinde ceza üçte birden yarıya kadar 

artırılır. 
Art. 158

Wer den Präsidenten der Republik in seiner Gegenwart verleumdet oder beleidigt, 

wird mit Zuchthaus nicht unter drei Jahren bestraft. 

Ist die Verleumdung oder Beleidigung des Präsidenten der Republik in seiner Abwesenheit erfolgt, 

so wird der Täter mit Gefängnis von einem Jahr bis zu drei Jahren bestraft. Lassen die Umstände 

keinen Zweifel daran, daß dieser Angriff nach seiner Natur auf die Person des Präsidenten der 

Republik gerichtet ist, so gilt er auch dann als gegeben, wenn er ohne ausdrückliche Erwähnung 

des Namens des Präsidenten der Republik durch Andeutung oder durch Anspielung geschehen ist. 

Wird die Straftat durch ein Publikationsmittel begangen, so wird die Strafe um ein Drittel 

bis um die Hälfte erhöht.
Artikel 160 Absatz 2 des alten Strafgesetzbuches lautet:
158’inci maddede yazılı hal […] hakkında takibat yapılması Adalet Bakanlığının iznine bağlıdır.
Die strafrechtliche Verfolgung im Fall des Art. 158 […] ist von der Ermächtigung des Justizministeriums abhängig.

## Handhabung unter der Präsidentschaft Erdoğans
In den ersten sieben Monaten von Erdoğans Amtszeit als Staatspräsident erteilte der Justizminister bei 236 Anträgen 105 Verfolgungsermächtigungen. In acht dieser Fälle kam es zu einer Haft. Im Vergleich dazu kam es in der siebenjährigen Amtszeit Abdullah Güls bei 1359 Anträgen zu 545 Verfolgungsermächtigungen und in keinem der Fälle kam es zu einer Haft. Anfang März 2016 erklärte der türkische Justizminister Bekir Bozdağ, dass sein Ministerium im Verlauf von Erdoğans Amtszeit 1845 Verfolgungsermächtigungen erteilt habe. Laut dem Politikwissenschaftler Kerem Altıparmak von der Universität Ankara ist dies eine Steigerung um 500 Prozent im Vergleich zur Amtszeit von Ahmet Necdet Sezer im Jahr 2007, wo 27 Gerichtsverfahren bekannt wurden. Die Verfahren betreffen Facebook-Einträge ebenso wie Transparente bei Demonstrationen. Für Aufsehen sorgte ein Gerichtsverfahren in Diyarbakır gegen zwei Kinder im Alter von 12 und 13 Jahren, die ein Erdoğan-Poster zerrissen hatten und sich nun trotz eines Gutachtens, das ihnen mangelnde Urteilskraft (vgl. Art. 31 Abs. 2 tStGB) attestierte, mit einer drohenden Haftstrafe konfrontiert sahen. Zu einer Haftstrafe von 14 Monaten wurde der stellvertretende Fraktionsvorsitzende der Halkların Demokratik Partisi Ahmet Yıldırım verurteilt, weil er im Jahr 2015 Präsident Erdoğan als Karikatur im Amt bezeichnet hatte. Neben den Strafsachen eröffneten Erdoğans Anwälte zahlreiche Zivilprozesse, in denen Entschädigungen für Beleidigungen in Höhe von vielen Millionen TL gefordert werden. Türkische Tageszeitungen wie Taraf und Radikal werten die Ermittlungen und Prozesse als Eingriff in die freie Meinungsäußerung und als Mittel zur Einschüchterung der Opposition. Christian Rumpf schreibt dazu:

„Dass ein Staatspräsident besonderen Ehrschutz genießt, ergibt sich aus der Natur seines Amtes. Eine kritische Dimension erlangt allerdings eine Vorschrift wie die des Art. 299 StGB (Cumhurbaşkanına hakaret – Beleidigung des Präsidenten der Republik) in einem Umfeld, wo der Präsident der Republik selbst die ihm durch die Verfassung gesetzten Grenzen überschreitet und dadurch der Öffentlichkeit besondere Angriffsflächen für Kritik bietet. Wenn schon unter Privatleuten die Abwägung zwischen Ehrschutz des einen und Meinungsäußerungsfreiheit des anderen nicht immer leicht fällt, gilt dies noch mehr im politischen Leben. Der Umstand, dass die Verfolgung einer solchen Tat der Genehmigung durch das Justizministeriums [sic] bedarf, wirft noch weitere Fragen auf, weil hier dann auch noch die Exekutive in die ordnungsgemäße Tätigkeit der Justiz eingreifen darf, also letztlich darüber entscheidet, wie weit die Ehre des Präsidenten geht und wo ihre Schutzwürdigkeit aufhört.“